# Miasta Demokratycznej Republiki Konga
Według danych oficjalnych pochodzących z 2004 roku Demokratyczna Republika Konga posiadała ponad 100 miast o ludności przekraczającej 20 tys. mieszkańców. Stolica kraju Kinszasa jako jedyne miasto liczyło ponad 5 milionów mieszkańców; 2 miasta z ludnością 1÷5 mln.; 2 miasta z ludnością 500÷1000 tys.; 20 miast z ludnością 100÷500 tys.; 19 miast z ludnością 50÷100 tys.; 49 miast z ludnością 25÷50 tys. oraz reszta miast poniżej 25 tys. mieszkańców.

## Największe miasta w Demokratycznej Republice Konga
Największe miasta w Demokratycznej Republice Konga według liczebności mieszkańców (stan na 01.07.2004):
| L.p. | Miasto     | Prowincja           | Liczba ludności |
| ---- | ---------- | ------------------- | --------------- |
| 1.   | Kinszasa   | Kinszasa            | 7 273 947       |
| 2.   | Lubumbashi | Górna Katanga       | 1 283 380       |
| 3.   | Mbuji-Mayi | Kasai Wschodnie     | 1 213 726       |
| 4.   | Kananga    | Lulua               | 967 007         |
| 5.   | Kisangani  | Wschodnia           | 868 762         |
| 6.   | Bukavu     | Kiwu Południowe     | 471 789         |
| 7.   | Goma       | Kiwu Północne       | 461 306         |
| 8.   | Kolwezi    | Lualaba             | 456 446         |
| 9.   | Kikwit     | Kwilu               | 412 159         |
| 10.  | Likasi     | Górna Katanga       | 367 219         |
| 11.  | Tshikapa   | Kasai Zachodnie     | 366 503         |
| 12.  | Uvira      | Kiwu Południowe     | 337 488         |
| 13.  | Kikwit     | Kwilu               | 294 210         |
| 14.  | Mbandaka   | Prowincja Równikowa | 262 814         |

## Alfabetyczna lista miast w Demokratycznej Republice Konga
(czcionką pogrubioną wydzielono miasta powyżej 1 mln)
- Aketi
- Aru
- Bakwa-Kalonji
- Balamba
- Bandundu
- Basankusu
- Basoko
- Beni
- Binga
- Boende
- Bolobo
- Boma
- Bukama
- Bukavu
- Bulungu
- Bumba
- Bunia
- Businga
- Buta
- Butembo
- Diyaba-Lubue
- Djugu
- Dungu
- Fungurume
- Gandajika
- Gbadolite
- Gemena
- Goma
- Idiofa
- Ilebo
- Inongo
- Isiro
- Kabalo
- Kabeya
- Kabinda
- Kalemie
- Kalima
- Kambove
- Kamina
- Kananga
- Kaniama
- Kanyabayonga
- Kasangulu
- Kasongo
- Katanda
- Katwa
- Kayna
- Kenge
- Kikondja
- Kikwit
- Kimpese
- Kindu
- Kinszasa
- Kipushi
- Kirumba
- Kisangani
- Kisantu
- Kituku
- Kolwezi
- Kongolo
- Kutu
- Libenge
- Likasi
- Lisala
- Lodja
- Lubao
- Lubero
- Lubumbashi
- Luebo
- Lukula
- Luputa
- Lusambo
- Malemba-Nkulu
- Mangai
- Mangina
- Manono
- Masi-Manimba
- Matadi
- Mbandaka
- Mbanza-Ngungu
- Mbuji-Mayi
- Miabi
- Moba
- Mokambo
- Mongbwalu
- Muanda
- Mulongo
- Mushie
- Mweka
- Mwene-Ditu
- Nioki
- Nyunzu
- Oicha
- Pweto
- Rutshuru
- Tshela
- Tshikapa
- Tsilenge
- Uvira
- Watsa
- Yangambi
- Zongo